# Thyrosticta angustipennis
Thyrosticta angustipennis är en fjärilsart som beskrevs av Le Cerf 1924. Thyrosticta angustipennis ingår i släktet Thyrosticta och familjen björnspinnare. Inga underarter finns listade i Catalogue of Life.